# سیارک ۲۶۳۶۸
سیارک ۲۶۳۶۸ (به انگلیسی: 26368 Alghunaim، نامگذاری:1999CJ37)۲۶۳۶۸مین سیارک کشف شده‌است که در ۱۰ فوریه ۱۹۹۹ کشف شد.